# Abydosaurus
Abydosaurus (nghĩa là "thằn lằn Abydos") là một chi khủng long sauropoda thuộc họ Brachiosauridae được biết tới từ hộp sọ và hóa thạch postcranial được tìm thấy tại lớp đá có niên đại Creta sớm tại vùng đông bắc Utah, Hoa Kỳ.